# SuperDraft de la MLS 2006
El SuperDraft de 2006 fue el 7º evento de este tipo para la Major League Soccer. Consistió de cuatro rondas con doce selecciones de cada uno, para un total de 48 jugadores seleccionados en el proyecto.
El proyecto precede a la Temporada de la 2006 Major League Soccer.

## Primera Ronda
|  | Miembro de Generación Adidas |

| N.º | Jugador             | Equipo de la MLS                      | Universidad/Proyecto/Club                          | Posición       | Imagen |
| --- | ------------------- | ------------------------------------- | -------------------------------------------------- | -------------- | ------ |
| 1   | Marvell Wynne       | New York Red Bulls (desde Chivas USA) | Universidad de California en Los Ángeles           | Defensa        |        |
| 2   | Mehdi Ballouchy     | Real Salt Lake                        | Universidad de Santa Clara                         | Centrocampista |        |
| 3   | Jason Garey         | Columbus Crew                         | Universidad de Maryland                            | Delantero      |        |
| 4   | Yura Movsisián      | Kansas City Wizards                   | Pasadena City College                              | Delantero      |        |
| 5   | Sacha Kljestan      | Chivas USA (desde New York Red Bulls) | Universidad Seton Hall                             | Centrocampista |        |
| 6   | Dax McCarty         | FC Dallas                             | Universidad de North Carolina                      | Centrocampista |        |
| 7   | Justin Moose        | D.C. United                           | Universidad de Wake Forest                         | Centrocampista |        |
| 8   | Patrick Ianni       | Houston Dynamo                        | Universidad de California en Los Ángeles           | Defensa        |        |
| 9   | Kei Kamara          | Columbus Crew (desde Colorado Rapids) | Universidad Estatal de California, Dominguez Hills | Delantero      |        |
| 10  | Calen Carr          | Chicago Fire                          | Universidad de California en Berkeley              | Delantero      |        |
| 11  | Leandro de Oliveira | New England Revolution                | Universidad de Alabama en Birmingham               | Centrocampista |        |
| 12  | Nathan Sturgis      | Los Angeles Galaxy                    | Universidad Clemson                                | Defensa        |        |

## Segunda Ronda
|  | Miembro de Generación Adidas |

| N.º | Jugador        | Equipo de la MLS                                                 | Universidad/Proyecto/Club                     | Posición       | Imagen |
| --- | -------------- | ---------------------------------------------------------------- | --------------------------------------------- | -------------- | ------ |
| 13  | Jed Zayner     | Columbus Crew (desde Chivas USA vía New England Revolution)      | Universidad de Indiana Bloomington            | Defensa        |        |
| 14  | Jeff Curtin    | Chicago Fire (desde Real Salt Lake)                              | Universidad de Georgetown                     | Defensa        |        |
| 15  | Justin Moore   | FC Dallas (desde Columbus Crew)                                  | Universidad Clemson                           | Centrocampista |        |
| 16  | Lance Watson   | Kansas City Wizards                                              | Universidad de Nuevo México                   | Centrocampista |        |
| 17  | Jozy Altidore  | New York Red Bulls (desde New York Red Bulls vía Real Salt Lake) | Generación Adidas                             | Delantero      |        |
| 18  | Blake Wagner   | FC Dallas                                                        | Generación Adidas                             | Defensa        |        |
| 19  | Tyson Wahl     | Kansas City Wizards (desde D.C. United vía Chicago Fire)         | Universidad de California en Berkeley         | Defensa        |        |
| 20  | Brian Plotkin  | Chicago Fire (desde Houston Dynamo)                              | Universidad de Indiana Bloomington            | Centrocampista |        |
| 21  | Jacob Peterson | Colorado Rapids                                                  | Universidad de Indiana Bloomington            | Delantero      |        |
| 22  | Dominic Oduro  | FC Dallas (desde Chicago Fire)                                   | Virginia Commonwealth University              | Delantero      |        |
| 23  | Willie Sims    | New England Revolution                                           | Universidad Estatal de California, Northridge | Delantero      |        |
| 24  | Marc Burch     | Los Angeles Galaxy                                               | Universidad de Maryland                       | Defensa        |        |

## Tercera Ronda
|  | Miembro de Generación Adidas |

| N.º | Jugador           | Equipo de la MLS                               | Universidad/Proyecto/Club             | Posición       | Imagen |
| --- | ----------------- | ---------------------------------------------- | ------------------------------------- | -------------- | ------ |
| 25  | Kyle Veris        | Los Angeles Galaxy (desde Chivas USA)          | Universidad Estatal de Ohio           | Defensa        |        |
| 26  | Ryan Johnson      | Real Salt Lake                                 | Universidad Estatal de Oregón         | Delantero      |        |
| 27  | Brandon Moss      | Columbus Crew                                  | Universidad de Nuevo México           | Centrocampista |        |
| 28  | Matt Groenwald    | Kansas City Wizards                            | Universidad de San Juan               | Defensa        |        |
| 29  | Stephen Shirley   | Kansas City Wizards (desde New York Red Bulls) | Virginia Commonwealth University      | Defensa        |        |
| 30  | Ray Burse         | FC Dallas                                      | Universidad Estatal de Ohio           | Portero        |        |
| 31  | Rod Dyachenko     | D.C. United                                    | Universidad de Nevada, Las Vegas      | Centrocampista |        |
| 32  | Andre Schmid      | Houston Dynamo                                 | Universidad de San Juan               | Delantero      |        |
| 33  | Dayton O'Brien    | Columbus Crew (desde Colorado Rapids)          | Universidad de Memphis                | Centrocampista |        |
| 34  | Jordan Russolillo | Chicago Fire                                   | Southern Connecticut State University | Defensa        |        |
| 35  | Kyle Brown        | New England Revolution                         | Universidad de Tulsa                  | Delantero      |        |
| 36  | Chris Dunsheath   | Los Angeles Galaxy                             | Universidad de Bradley                | Portero        |        |

## Cuarta Ronda
|  | Miembro de Generación Adidas |

| N.º | Jugador             | Equipo de la MLS                                                 | Universidad/Proyecto/Club                 | Posición       | Imagen |
| --- | ------------------- | ---------------------------------------------------------------- | ----------------------------------------- | -------------- | ------ |
| 37  | Jonathan Bornstein  | Chivas USA                                                       | Universidad de California en Los Ángeles  | Defensa        |        |
| 38  | Duke Hashimoto      | Columbus Crew (desde Real Salt Lake vía FC Dallas)               | Universidad Metodista del Sur             | Delantero      |        |
| 39  | Jeff Carroll        | D.C. United (desde Columbus Crew)                                | Universidad de San Juan                   | Centrocampista |        |
| 40  | Eric Kronberg       | Kansas City Wizards                                              | Universidad de California en Berkeley     | Portero        |        |
| 41  | Blake Camp          | New York Red Bulls (desde New York Red Bulls vía Houston Dynamo) | Universidad de Duke                       | Centrocampista |        |
| 42  | Michael Dello-Russo | FC Dallas                                                        | Universidad de Maryland                   | Defensa        |        |
| 43  | Mike Ambersley      | FC Dallas (desde D.C. United)                                    | Universidad de Indiana Bloomington        | Delantero      |        |
| 44  | Mike Chabala        | Houston Dynamo                                                   | Universidad de Washington                 | Centrocampista |        |
| 45  | Josh Brown          | Colorado Rapids                                                  | Universidad de Nuevo México               | Defensa        |        |
| 46  | Jeremy Ashe         | Chicago Fire                                                     | Universidad Marshall                      | Centrocampista |        |
| 47  | Kenney Bertz        | D.C. United (desde New England Revolution)                       | Universidad de Maryland                   | Defensa        |        |
| 48  | Aaron King          | Los Angeles Galaxy                                               | Universidad Estatal de Carolina del Norte | Delantero      |        |

## Selecciones por Posición
| Ronda   | Portero | Defensa | Mediocampista | Delantero | Totales |
| ------- | ------- | ------- | ------------- | --------- | ------- |
| Primera | 0       | 3       | 5             | 4         | 12      |
| Segunda | 0       | 5       | 3             | 4         | 12      |
| Tercera | 2       | 4       | 3             | 3         | 12      |
| Cuarta  | 1       | 4       | 4             | 3         | 12      |
| Totales | 4       | 20      | 25            | 7         | 48      |